# 父と子 (1983年の映画)
『父と子』（ちちとこ）は、1983年1月15日に公開された日本の映画。監督は保坂延彦。製作はサンリオフィルム、配給は東宝。

## スタッフ
- 製作総指揮 - 辻信太郎
- 製作 - 荻洲照之、菊島隆三、藤井浩明
- 監督 - 保坂延彦
- 助監督 - 近藤明男
- 脚本 - 菊島隆三
- 原作 - 水上勉
- 撮影 - 村井博
- 音楽 - 谷村新司
- 美術 - 栗原信雄
- 録音 - 矢野口文雄
- 照明 - 田中良正
- 編集 - 山地早智子
- スチール - 岩井隆司

## 出演
- 工藤竹一 - 小林桂樹
- 工藤高志 - 中井貴一
- 峰岸トメ子 - 三原順子
- 若い妻 - 原田美枝子
- 豊子 - 宮下順子
- まり代 - 楠トシエ
- 工藤由枝 - 根岸明美
- 工藤貫一 - 辰巳柳太郎
- 工藤桐二 - 中村嘉葎雄
- 工藤百合 - 高峰三枝子

| スタブアイコン | サブスタブ | この項目は、まだ閲覧者の調べものの参照としては役立たない、映画に関連した書きかけの項目です。この項目を加筆・訂正などしてくださる協力者を求めています（P:映画/PJ:映画）。 |